# Koniaków (Czeski Cieszyn)
Koniaków (cz. Koňákov, niem. Konakau) – część miasta Czeskiego Cieszyna w kraju morawsko-śląskim, w powiecie Karwina w Czechach. Jest to także gmina katastralna o powierzchni 306,12 ha. Położona około 6 kilometrów na zachód od centrum miasta. Populacja w 2001 wynosiła 228 osób., zaś w 2010 odnotowano 103 adresy. 

## Historia
Pierwsza wzmianka pochodzi z 1478. Politycznie wieś znajdowała się wówczas w granicach księstwa cieszyńskiego, będącego lennem Królestwa Czech, a od 1526 roku w wyniku objęcia tronu czeskiego przez Habsburgów wraz z regionem aż do 1918 roku w monarchii Habsburgów (potocznie Austrii).
W 1863 wybudowano tu kościół pw. Opatrzności Bożej.
Według austriackiego spisu ludności z 1910 roku Koniaków, będący przysiółkiem Mistrzowic, miał 285 mieszkańców, z czego 284 było zameldowanych na stałe, 279 (98,2%) było polsko-, 3 (1,1%) czesko- i 2 (0,7%) niemieckojęzycznych, 118 (41,4%) katolików oraz 167 (58,6%) ewangelików.

W granicach administracyjnych Czeskiego Cieszyna znajduje się od 1975.

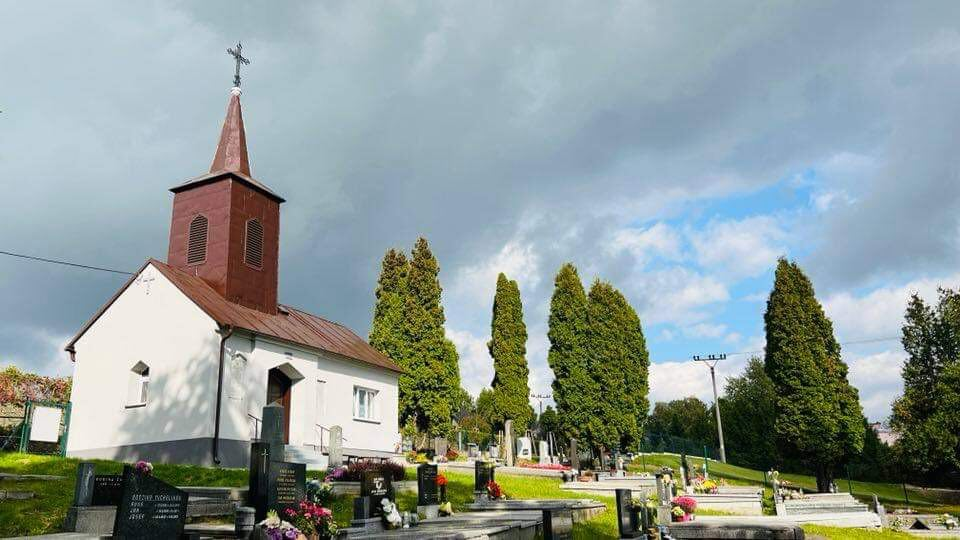
Kaplica ewangelicka w Koniakowie (Czeski Cieszyn)